# Dombeya
Genre
Classification phylogénétique
Dombeya est un genre d'arbres et arbustes à fleurs d'origine africaine et malgache.

## Classification
Les Dombeya sont actuellement rattachés, depuis la classification APG, à la famille des Malvaceae qui a englobé l'ancienne famille des Sterculiaceae dans laquelle les Dombeya étaient auparavant classés. La famille des Dombeyaceae, spécialement créée pour les Dombeya et les genres apparentés les plus proches, est également apparue dans certaines classifications aujourd'hui abandonnées.

## Nomenclature
Le genre Dombeya, décrit par  Cavanilles, honore Joseph Dombey (1742-1794), un botaniste français qui explora le Pérou et fut impliqué dans la fameuse « affaire Dombey », un contentieux mettant aux prises savants et gouvernements français et espagnols.
Le nom Dombeya a été brièvement donné à d'autres genres végétaux,  par  L'Héritier de Brutelle pour les actuels Tourrettia (Bignoniaceae) et par  Lamarck pour Araucaria (Araucariaceae). Ces usages de Dombeya sont aujourd'hui illégitimes.
Les Dombeya sont désignés à La Réunion sous le nom de mahots, appellation partagée avec les Hibiscus indigènes de l'île.

## Description

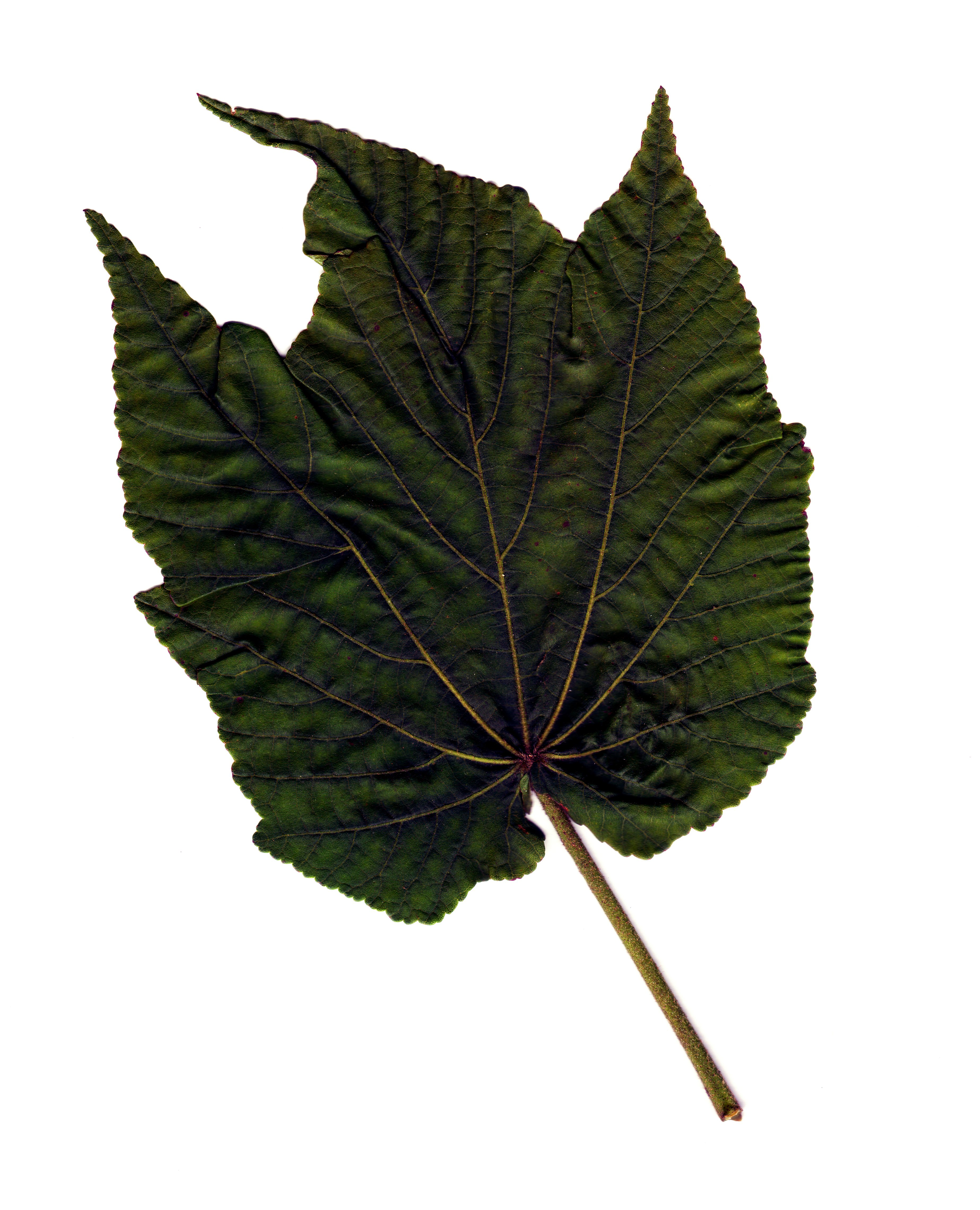
Feuille palmatilobée de Dombeya acutangula dont la nervation palmée est bien visible.

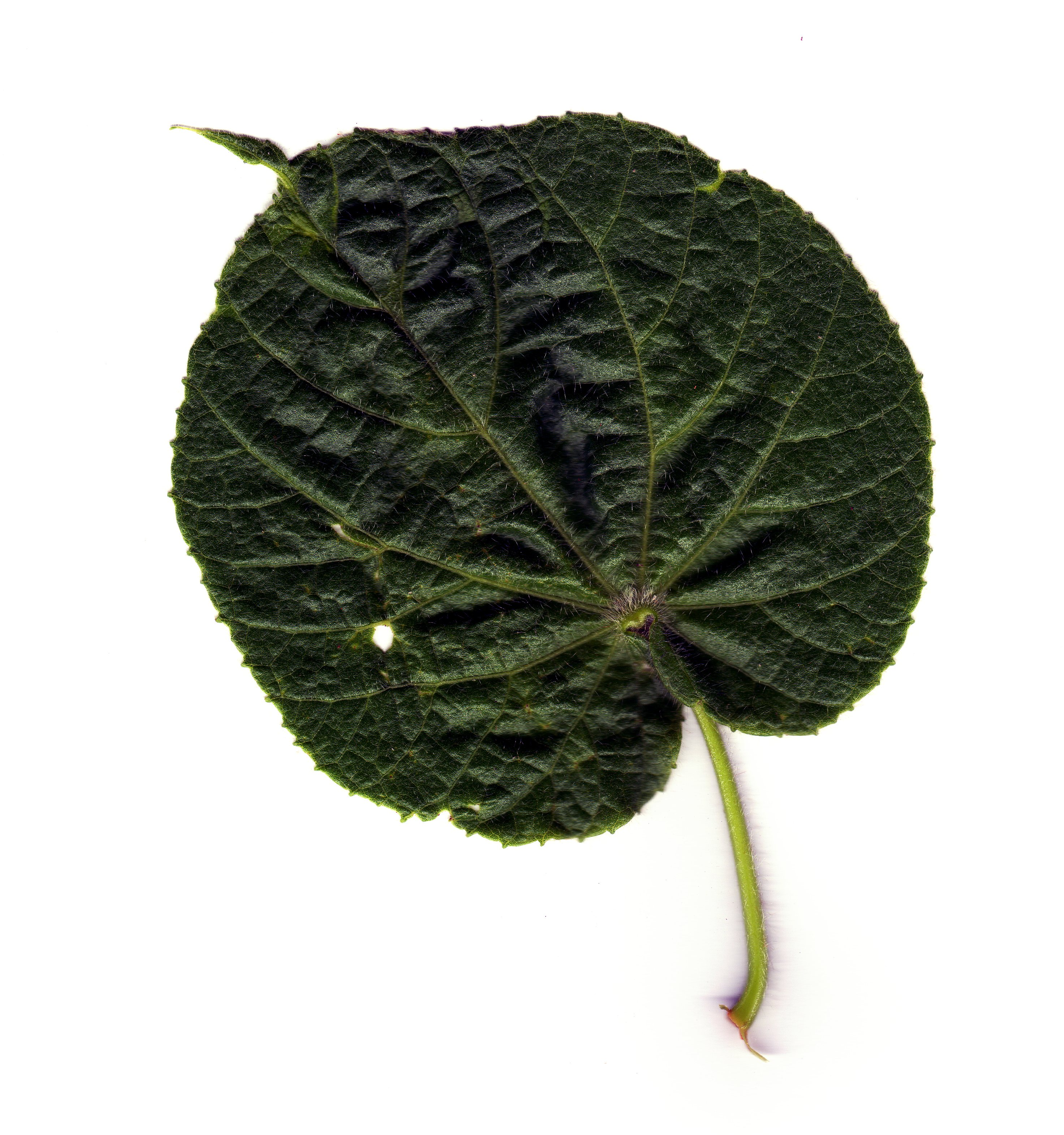
Feuille entière de Dombeya pilosa dont la nervation palmée est tout aussi évidente.

Les Dombeya sont des arbres ou arbustes à feuilles pétiolées et simples, entières ou palmatilobées, dotées de stipules qui peuvent être caduques. La nervation des feuilles est palmée. La pilosité est fréquente chez de nombreuses espèces, avec la coexistence éventuelle de poils de différentes sortes (simples, stellés ou glanduleux). L'hétérophyllie juvénile est également possible.

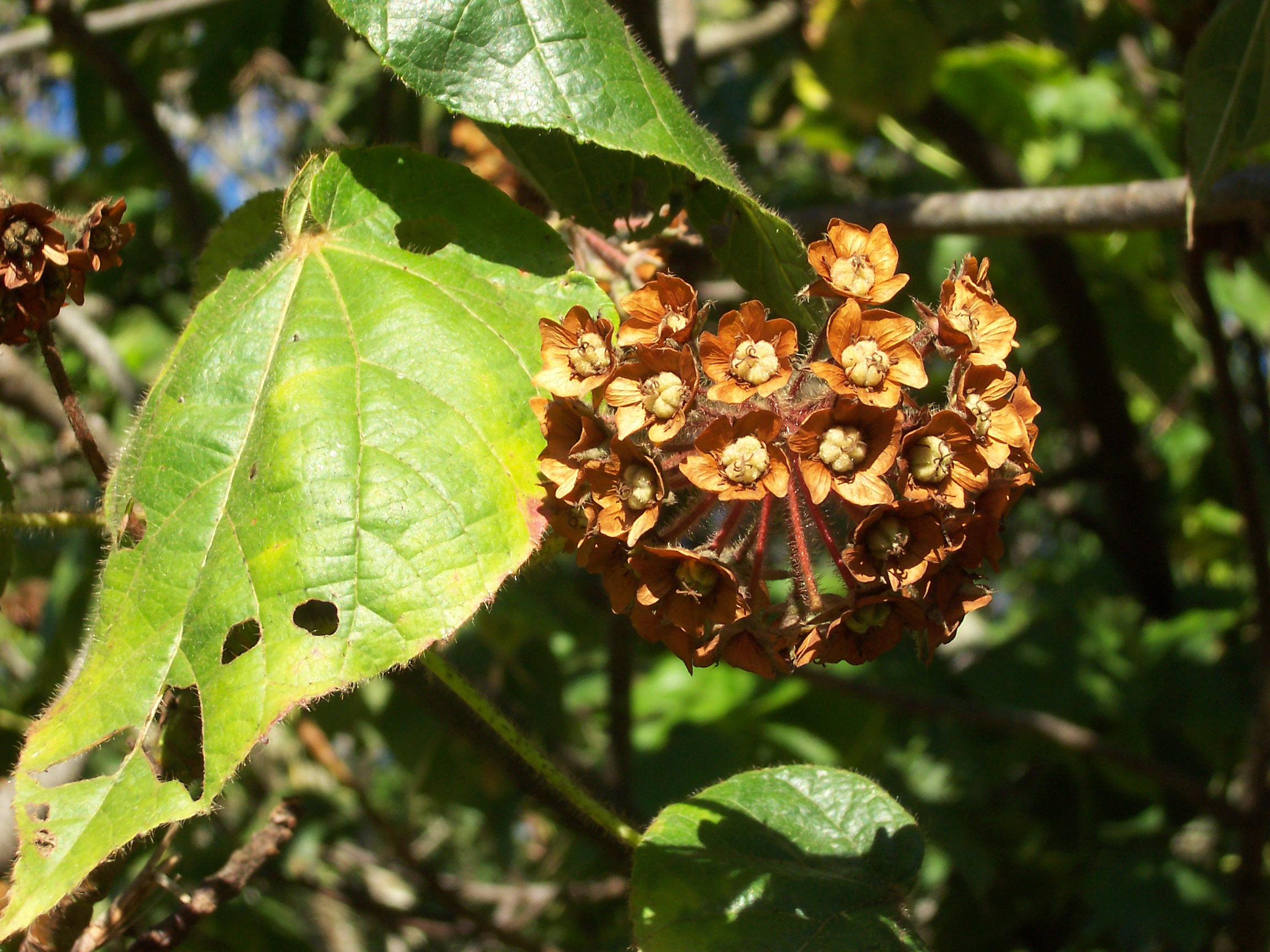
Fructifications de Dombeya pilosa montrant bien la marcescence des pétales

Les Dombeya sont habituellement très florifères. Les fleurs sont regroupées en inflorescences axillaires ou terminales, pendantes ou dressées, en forme d'ombelles, de cymes ombelliformes ou de cymes scorpioïdes.
Les fleurs sont dotées d'un double calice : un pseudo-calice externe formé de trois bractées inégales et caduques (sauf pour les espèces de l'ancien genre Assonia auquel était rattaché notamment Dombeya populnea où ces bractées sont persistantes), un calice interne à cinq sépales égaux, pointus, soudés à leur base, persistants et se récurvant lors de l'épanouissement de la fleur.
La corolle, de couleur blanche, rose ou rouge, est composée de cinq pétales égaux et marcescents.
L'appareil sexuel mâle forme une couronne soudée par la base, composée de vingt pièces dressées comprenant cinq étamines stériles ou staminodes, alternant avec cinq groupes de trois étamines fertiles.
Le pistil, puis le fruit, de forme pentagonale plus ou moins globuleuse, comprend cinq carpelles que l'on peut séparer individuellement et qui comportent chacun une loge contenant de zéro à trois graines. Le style central unique se termine par un stigmate à cinq branches.
Diverses espèces peuvent être dioïques.

## Utilisations
Plusieurs espèces ont été remarquées pour la qualité de leur floraison et diffusées à travers le monde comme arbres d'ornement. C'est notamment le cas de Dombeya wallichii, aux remarquables pompons de fleurs roses, et des hybrides qui en sont issus comme Dombeya × cayeuxii. La persistance des pétales fanés chez les Dombeya après la phase de floraison peut cependant, selon les espèces et les goûts, constituer un atout ou au contraire un inconvénient esthétique.
Les potentialités textiles du liber des Dombeya, fibreux et se détachant en longues lanières d'écorce, ont été ou sont encore exploitées par les forestiers pour la fabrication de liens de fortune servant à attacher les fagots, par les vanniers pour la confection de paniers et de vans, par les populations locales pour la fabrication de toiles grossières, de filets, etc.
Certaines espèces sont réputées posséder des vertus médicinales. L'écorce, qui est encore la partie utilisée de la plante, renferme effectivement chez quelques espèces, comme Dombeya populnea et Dombeya acutangula, des alcaloïdes.
Les prélèvements d'écorce, à des fins traditionnelles textiles ou médicinales, ont hélas contribué avec le défrichement, à la raréfaction dramatique, à La Réunion et à l'île Maurice, des espèces de zone sèche.
Le bois, cassant, est de qualité médiocre. Celui de certaines espèces a pu néanmoins servir occasionnellement à la fabrication de flotteurs de pêche, de rames ou d'objets sculptés et de divers ustensiles.
Le nectar des fleurs de Dombeya attire les abeilles et permet la production d'un miel clair, très finement cristallisé.

## Espèces
Le genre Dombeya est représenté par plus de 250 espèces différentes qui sont réparties entre Madagascar principalement (187 espèces), les Mascareignes et  le continent africain. Une espèce essentiellement africaine, Dombeya torrida, étend sa présence jusqu'au Yémen et à l'Arabie saoudite.